# Unterseeboot 773
L'Unterseeboot 773 ou U-773 est un sous-marin allemand (U-Boot) de type VIIC utilisé par la Kriegsmarine pendant la Seconde Guerre mondiale.
Le sous-marin fut commandé le 21 novembre 1940 à Wilhelmshaven (Kriegsmarinewerft), sa quille fut posée le 13 octobre 1942, il fut lancé le 8 décembre 1943 et mis en service le 20 janvier 1944, sous le commandement du Leutnant zur See Richard Lange.
L'U-773 n'endommagea ou ne coula aucun navire au cours des 3 patrouilles (140 jours en mer) qu'il effectua.
Il capitule à proximité de Trondheim en mai 1945 et coule torpillé en décembre 1945.

## Conception
Unterseeboot type VII, l'U-773 avait un déplacement de 769 tonnes en surface et 871 tonnes en plongée. Il avait une longueur totale de 67,10 m, un maître-bau de 6,20 m, une hauteur de 9,60 m et un tirant d'eau de 4,74 m. Le sous-marin était propulsé par deux hélices de 1,23 m, deux moteurs diesel Germaniawerft M6V 40/46 de 6 cylindres en ligne de 1 400 cv à 470 tr/min, produisant un total de 2 060 à 2 350 kW en surface et de deux moteurs électriques Brown, Boveri & Cie GG UB 720/8 de 375 cv à 295 tr/min, produisant un total 550 kW, en plongée. Le sous-marin avait une vitesse en surface de 17,7 nœuds (32,8 km/h) et une vitesse de 7,6 nœuds (14,1 km/h) en plongée. Immergé, il avait un rayon d'action de 80 milles marins (150 km) à 4 nœuds (7,4 km/h; 4,6 milles par heure) et pouvait atteindre une profondeur de 230 m. En surface son rayon d'action était de 8 500 milles nautiques (soit 15 700 km) à 10 nœuds (19 km/h).
 L'U-773 était équipé de cinq tubes lance-torpilles de 53,3 cm (quatre montés à l'avant et un à l'arrière) qui contenait quatorze torpilles. Il était équipé d'un canon de 8,8 cm SK C/35 (220 coups) et d'un canon antiaérien de 20 mm Flak. Il pouvait transporter 26 mines TMA ou 39 mines TMB. Son équipage comprenait 4 officiers et 40 à 56 sous-mariniers.

## Historique
Il suit son temps d'entraînement initial yla 31. Unterseebootsflottille jusqu'au 31 juillet 1944, puis rejoint son unité  de combat dans la 1. Unterseebootsflottille. À partir du 1er octobre 1944, il est affecté dans la 11. Unterseebootsflottille.
Sa première patrouille est précédée de courts trajets à Kiel, à Horten et à Marviken. Elle commence le 15 octobre 1944 au départ de Marviken. L'U-773 transporte une cargaison d'armes antichars, des munitions et des fournitures médicales pour Saint-Nazaire. Il y arrive le 18 novembre 1944.
Lors de sa deuxième patrouille, qui dure 35 jours, l'U-773 transporte quatre spécialistes du chantier naval et une cargaison de métal non ferreux à destination de Bergen.
Le 14 janvier 1945, le sous-marin fait une sortie en mer de dix jours et atteint Bogenbucht (de) le 23 janvier.
Sa troisième patrouille se déroule du 19 février 1945 au 14 avril 1945, soit 55 jours. L'U-773 se trouve près de Reykjavik et croise le long des côtes d'Islande. Il ne rencontre aucun succès.
Le 9 mai 1945, l'U-773 se rend aux alliés à Trondheim. Vingt jours plus tard, le 29 mai 1945, il quitte Lofjord pour le point de rassemblement au Loch Ryan en vue de l'opération alliée de destruction massive de la flotte d'U-Boote de la Kriegsmarine.
L'U-773 est torpillé le 8 décembre 1945 par le sous-marin HMS Tantivy à la position géographique 56° 10′ N, 10° 05′ O.

## Affectations
- 31. Unterseebootsflottille du 20 janvier 1944 au 31 juillet 1944 (Période de formation).
- 1. Unterseebootsflottille du 1er août 1944 au 30 septembre 1944 (Unité combattante).
- 11. Unterseebootsflottille du 1er octobre 1944 au 8 mai 1945 (Unité combattante).

## Commandement
- Oberleutnant zur See Richard Lange du 20 janvier 1944 au 17 avril 1944.
- Oberleutnant zur See Hugo Baldus du 18 avril 1944 au 9 mai 1945.

## Patrouilles
|       | Commandant        | Départ          | Départ          | Arrivée          | Arrivée     | Jours     | Succès |
| ----- | ----------------- | --------------- | --------------- | ---------------- | ----------- | --------- | ------ |
|       | Oblt. Hugo Baldus | 7 octobre 1944  | Kiel            | 9 octobre 1944   | Horten      | 3 jours   |        |
|       | Oblt. Hugo Baldus | 13 octobre 1944 | Horten          | 14 octobre 1944  | Marviken    | 2 jours   |        |
| 1     | Oblt. Hugo Baldus | 15 octobre 1944 | Marviken        | 18 novembre 1944 | St. Nazaire | 35 jours  |        |
| 2     | Oblt. Hugo Baldus | 7 décembre 1944 | St. Nazaire     | 10 janvier 1945  | Bergen      | 35 jours  |        |
|       | Oblt. Hugo Baldus | 14 janvier 1945 | Bergen          | 23 janvier 1945  | Bogenbucht  | 10 jours  |        |
| 3     | Oblt. Hugo Baldus | 19 février 1945 | Bogenbucht (de) | 14 avril 1945    | Trondheim   | 55 jours  |        |
| Total | Total             | Total           | Total           | Total            | Total       | 140 jours | 0 t    |

Note : Oblt. = Oberleutnant zur See